# Anibal Tobón
Pour les articles homonymes, voir Tobón.
Aníbal Tobón Bermúdez, né le 10 septembre 1947 à Barranquilla et mort le 16 août 2016 dans la même ville, est un poète, acteur de théâtre, narrateur et journaliste colombien.

## Biographie
Il a étudié le théâtre à l'université de Vincennes, à Paris.  Il fut directeur du Teatro Estudio de l'université de l'Atlantique entre 1970 et 1972. Il a également dirigé le groupe de théâtre des Beaux Arts entre 1976 et 1978.
Il participe au mouvement nadaïste, grâce au poète Jaime Jaramillo Escobar (es) qui vivait également à Barranquilla.
Anibal Tobón meurt le 16 août 2016 à Barranquilla d'un arrêt cardiorespiratoire.